# Délit d'entrave
L'entrave est le fait de porter atteinte à la mise en place et au bon déroulement de la mission des représentants du personnel.

## Fondement légal
Cette infraction est inscrite dans le Code du travail, à l'article L. 2317-1 :

« Le fait d'apporter une entrave soit à la constitution d'un comité social et économique, d'un comité social et économique d'établissement ou d'un comité social et économique central, soit à la libre désignation de leurs membres, notamment par la méconnaissance des dispositions des articles L. 2314-1 à L. 2314-9 est puni d'un emprisonnement d'un an et d'une amende de 7 500 €. »

Dans les entreprises d’au moins 50 salariés, il y a 3 consultations obligatoires du Comités Social et Économique (CSE) :
- sur les orientations stratégiques de l’entreprise,
- la situation économique et financière,
- la politique sociale, les conditions de travail et l’emploi[2].